# Талахома (Тенеси)
Талахома (енгл. Tullahoma) град је у америчкој савезној држави Тенеси.

## Демографија
По попису из 2010. године број становника је 18.655, што је 661 (3,7%) становника више него 2000. године.
| Група             | 2000.          | 2010.          |
| Белци             | 15.971 (88,8%) | 16.126 (86,4%) |
| Афроамериканци    | 1.216 (6,8%)   | 1.306 (7,0%)   |
| Азијати           | 181 (1,0%)     | 215 (1,2%)     |
| Хиспаноамериканци | 307 (1,7%)     | 577 (3,1%)     |
| Укупно            | 17.994         | 18.655         |